# シャコタン☆ブギ
『シャコタン☆ブギ』は、楠みちはるによる日本の漫画作品、またこれを原作とした実写版映画、OVA作品。『週刊ヤングマガジン』（講談社）にて連載された。後に講談社漫画文庫で文庫化され12巻まで出ている。

## 概要
『週刊ヤングマガジン』の誌上企画で、漫画家が好きな歌をテーマに読み切りを描くという「歌謡マンガシリーズ」において、チェッカーズの1984年のヒット曲「涙のリクエスト」を取り上げて描かれた短編が本作の第1話となっている。作中の設定は全てそのままで1986年から連載が開始された。
作品の舞台は、作者の出身地の高知県となっており、作中に出る主な場所では高知市から土佐市を経由し須崎市迄伸びる横波スカイラインが度々作中に描かれている。また、年月が進むにつれて土佐の方言がソフトなものになっているが、土佐方言の「おんしゃ〜」や「〜ちや」等が多く使われている。
当初は車と女の子のナンパが大好きな主人公2人の「青春グラフィティ」としてスタートしたが、連載後半は車漫画として見ることも出来るようなエピソードが増えていった。十年近くに渡って連載されているなかで、作中では時代背景の変化は反映されているものの（携帯電話の普及など）、登場人物の年齢はそのままである。
作者の別の作品である『湾岸ミッドナイト』と並行連載されていた時期がある。『週刊ヤングマガジン』誌上で交互に掲載されていた当初は本作品の頻度の方が高かったが、エピソードの区切りのいい時点で『湾岸ミッドナイト』の方に完全にシフトしてしまったため、本作品は明確な終わりを迎えないまま1995年の段階で連載が終了してしまった。
2002年ごろに特別編として「7年目のきまぐれ」という前後編のエピソードが発表された。同エピソードは、作者自身が語る当時の経緯とあわせて、『湾岸ミッドナイト C1ランナー』の単行本第12巻に収録されている。

## 主な登場人物

### 主人公
ハジメ
本名：山本はじめ
備考：B型、18歳、みずがめ座、学生
愛車：トヨタ・ソアラ（MZ11）→トヨタ・セルシオ (UCF10)
ダブりの高校2年生。親に新車で買ってもらったソアラをシャコタンにして、日々ナンパに明け暮れる。トレードマークは白と青（連載中に幾度か変更あり）のツートンカラーと、ボンネットやドアに描かれた「67」番のゼッケン。顔も喧嘩の腕も冴えないが、男気と優しさは多分に備えており、多くの女の子から好意を寄せられているのだが、当人の無神経さと詰めの甘さから、今ひとつ上手くいかないが、ギターの腕前はなかなかのレベル。ソアラのエンジンをRB26DETTに換装した頃から徐々に「走り」に目覚める。物語の終盤で、事故車のセルシオを修理し、新しい愛車とする。
コージ
本名：渡辺滉二
備考：A型、17歳、やぎ座、学生
愛車：ヤマハ・チャンプ
ハジメの気の優しい後輩（学年はハジメと同じ）。ハジメを「先輩」と呼んで慕っており、常にハジメと行動を共にする。ハジメのソアラの助手席に乗り、ナンパに繰り出す…が、上手くいくことはあまり無い。実はハンサムなので、女の子にモテているのだが、本人は気がついていない。

### ヒロイン
マリコ
本名：本田まり子
備考：A型、17歳、さそり座、学生
愛車：ホンダ・ディオ(2代目ベースモデル)
女子高に通う高校2年生。街でハジメとコージに声をかけられて以降、ハジメ・コージ・ユミと4人で行動する事が多くなる。ハジメからは何度となくアプローチをかけられており、本人も徐々にハジメの良さを認めてはいるが、恋愛対象と見ることに抵抗を感じている様子。
ユミ
本名：斉藤由美
備考：AB型、17歳、おとめ座、学生
マリコのクラスメートの高校2年生。アキラの元彼女。街でハジメとコージに声をかけられて以降、マリコと同じく、4人でよく行動するようになる。コージの事が大好きで（『シャコタン☆ブギ』第6巻特別付録メインキャラクタープロフィールでは、「今はコージ君命!コージ君大好き」とある）、コージもまんざらではない様子。

### 主人公の仲間たち
ジュンちゃん
本名：野村純一
備考：B型、23歳、さそり座、自動車修理業
愛車：日産・スカイライン 2000GT (KGC10)
実家の整備工場「野村モータース」にて整備士をしているが、仲間には工賃抜きの部品代のみで修理をしてやるために、全く儲からない。愛車のハコスカはL28をボアアップしたフルチューン仕様。車に強く、喧嘩に強く、女に強い、この街のヒーローである。普段は温厚であるが、自分のハコスカや仲間が傷つけられた場合は容赦なく制裁を加える。ハジメ・アキラ他、登場人物の車はよくクラッシュするが、ジュンちゃんの手によって幾度と無く復活している。アキラから「ジュンちゃんはハジメに甘い」とよく言われているが、高校生のときギターの上手いハジメとバンドを組むが、ライブで下手の横好きのギターの腕を揶揄されるとすぐにケンカになってハジメに迷惑をかけたのが原因らしい。夢は富士スピードウェイで自分のハコスカを走らせること。犬が大の苦手。
アキラ
本名：清水明
備考：O型、19歳、いて座、トラック運転手
愛車：日産・フェアレディZ（S30）
ハジメとコージのライバル的存在。職業はダンプの運転手から長距離トラックの運転手として独立。愛車のゼットはL28を3.0リッターにボアアップしたフルチューン仕様。外装はGノーズにワークスオーバーフェンダー、ボンネットやドアの「Yanky Mate!(読み方は悪仲間)」のロゴの組み合わせで基本的には変わらないが、たびたびオールペンする為か初期は「うんこ色のZ」と呼ばれていたものが、最終的には青色に落ち着いた模様。改造費は「新車のクラウンが買える（1987年当時）」と言われていることから、400万円を超える金額をつぎ込んでおり、更にその後で全損に近いクラッシュを何度か起こしているため、更に高くついている模様。Zの悪口を言う奴は片っ端から殴りつけ、Zよりも速い・目立つ車には突っかかっていく、とかなり問題のある性格であるが、仲間に対する面倒見は良い。ユミと一時期つきあっていて、そのときの心残りがかなりあったが、現在はカオリという気の強い恋人がいて頭が上がらない。真由美(セブンのマユミの娘)から好意を持たれているが気づかなかったり、広島に仕事に行ったときには告白されたりしているが、自分から他の女性に手を出そうとしたときは失敗ばかりしている。
タクちゃん
本名：中内卓也
備考：AB型、23歳、おうし座、給油業
愛車：スズキ・キャリイ
父親が蒸発しているため、寝たきりの祖父の面倒を見ながらガソリンスタンドを経営している。ジュンちゃんとは昔から仲が良い。ジュンちゃんと同じく、仲間には全てツケでガソリンを入れてやるため、全く儲からない。車の屋根を切ったりするような、派手なドレスアップが得意。
トシ坊くん
本名：岡本利雄
備考：A型、21歳、てんびん座、タクシー運転手
愛車：日産・セドリック（430型）・日産・ブルーバード（510型）
職業はタクシーの運転手。小学生の頃、風邪で寝込んでいた時にたまたま来た日産のセールスマンがファンタを買ってきてくれたことがきっかけで、熱烈な日産ファンになった。若い頃は「オトしのトシ坊」と呼ばれる程のナンパ師であったが、現在はすっかり落ち着いて息子の朗恋塁（ローレル）を溺愛する良き父親である。妻は元々コマちゃんの彼女だったのだが、奪ったことからコマちゃんとは敵対関係にある。息子は何故かコマちゃんに瓜二つなのだが、周りの人間は誰もそれを言い出せない模様。スキーは指導員クラスと張る腕前を持つ。
コマちゃん
本名：駒崎慎一
備考：O型、20歳、おとめ座、無職
愛車：トヨタ・クレスタ（GX51）→カワサキのバイク（カワサキ・750RS改：ZII）
別名「コマしのコマちゃん」と言われ、ヤッた女の子の数は100人を超えるという（最終的には329人）。そのナンパの手法が「オメコー!!」と叫びながら女の子を追い掛け回すというもののため、警察の厄介になることもしばしば。トシ坊とのナンパ勝負に敗れ、街を去った後、千葉県の水族館で働いたり、惚れた修学旅行生を追いかけ、横浜へ行った挙句記憶喪失になり、焼津に流れ着き漁師になったりと、波乱万丈な人生を送っている。ナンパで一回ヤッてしまった女には興味を無くすのだが、かな子に出会ってからは特別な女としてかな子を意識するようになり、同棲・そして未来には結婚することになる。最初はクレスタに乗っていたが、後に金沢の時に仲間から贈られた上記のバイクを愛車とする。無免許。破天荒な人生を送っているが、「嫌だという女とはしない」というプライドを持っている。旅先では渋くかなり惚れられているが、自分の恋をつらぬく男。

### その他の登場人物
カオリ
本名：坂本かおり
備考：O型、17歳、いて座、学生
アキラの彼女。パーマをかけた髪とヤンキールックが特徴的。非常に気が強く、腕っ節も強い。アキラを完全に尻に敷いているが、その一方でアキラのことを誰よりも理解し、アキラの将来が開けるようにと様々に気を配っている。マリコやユミと同じ高校に通っているが、アキラの前彼女であるユミとは基本的に仲が悪い。
トモ、ヤス
アキラの後輩2人組。よくアキラと一緒に行動している。剃り込みでメガネをかけている方がトモ、ハチマキをしている方がヤス。
セブンのマユミ
愛車：サバンナ・RX-7（FC3S）
地元の峠で負け知らずの「伝説のストリートレーサー」。ジュンちゃんに勝るとも劣らずの作中随一のドライビングテクニックの持ち主である。勝てばヤラせてくれるという噂があったが、かつては「ロータリークーペのマユミ」と呼ばれており、20年以上のキャリアを持つ。普段は厚化粧で、20代に見られるほどに若作りをしている。職業はスナックのママ。高校生の娘がおり名前は同じマユミ（後述、字が違う）。RX-7は初登場時の白赤ツートン・リトラクタブルヘッドライトから後に白一色で固定ライト化された外観に変わり、改造費も新型(FD3S)が買えるほどかかっているようである。
ミチアキ
本名：岡田道秋
備考：A型、18歳、うお座、学生
愛車：日産・セドリック (Y31)→日産・スカイライン GT 4ドア（GC110）
ハジメの中学時代の同級生。ローンを組んでセドリック（Y31）を買うが事故で全損し、ローン返済のため高校の授業の合間を縫ってアルバイトに明け暮れる日々を過ごしている。その後も、ネズミ講・車のブローカー・パチプロなど、新しい商売に手を出してはその都度失敗に終わるという悲惨な目に遭っている。
岡崎くん
愛車：トヨタ・スプリンタートレノ(AE86)→いすゞ・ベレットGT→スバル・360→トヨタ・ハイラックス→MG・MGB→マツダ・カペラカーゴワゴン→シボレー・コルベットスティングレー(C3)
ハジメの小学時代の同級生。登場毎に車、ファッション、嗜好ががらりと変わり流行に流されやすい。女性にモテたい気持ちはハジメ同様に強い。
マユミ(真由美)
備考：18歳、学生
愛車：トヨタ・カローラレビン(TE27)
前述のセブンのマユミの娘。母の事は「マユミちゃん」と呼ぶ。母のように車で峠を攻めるうち、アキラと知り合い運転のコーチングを受けるようになる。
ジョニー
愛車：日産・フェアレディZ(Z31)
本名不詳。言動にマッチポンプ癖がある。ドライバーとしてはVG乗りということでL型乗りのジュンやアキラにライバル心を抱いている。
モリ
愛車：トヨタ・スプリンタートレノ(TE27)
ジュン達が箱根で知り合った走り屋。箱根を走る自動車評論家と高性能車を愛車でカモる事から「ジャーナリスト殺し」として有名だが、本人は走りを楽しんでいるだけのようである。ガソリンスタンドを経営している。
スズキのオジョー
愛車：トヨタ・スープラ(JZA80)
ハジメ達の地元の建設会社の社長令嬢。RX-7にスカイラインGT-Rと速い車を乗り継ぎ、免許取得1年目にして現在の車に至る。最初はブラックのスープラだったがレッドにオールペンしている。最高速やゼロヨンが得意で、地元のゼロヨンで10秒切った男と結婚すると宣言した回もある。

## 映画
1987年8月に公開された実写映画。木村一八主演・中原俊監督。東映東京撮影所製作・配給：東映。
同時上映は本作同様漫画の実写化作品『名門!多古西応援団』（所十三原作）。

### キャスト
エンディングクレジット順。役名はキネマ旬報映画データベースに基づく。
- コージ - 木村一八
- ハジメ - 金山一彦
- ユミ - 佐野量子
- マリコ - 藤井一子
- ジュン - 森一馬
- 沙世子 - 木築沙絵子
- アキラ - 松本浩一
- カオリ - 松本友里子
- マコト - 田中博行
- ケイコ - 渡辺祐子
- ミハル - 鈴木亜希子
- トオル - 加藤智春
- 白いゴルフの男 - 仲村トオル（特別出演）
- ホテルの女主人 - 横山道代
- タクちゃん - 山田辰夫

### スタッフ
- 監督：中原俊
- 企画：岡田裕（ニュー・センチュリー・プロデューサーズ）、瀬戸恒雄（東映）
- プロデューサー：細越省吾（ニュー・センチュリー・プロデューサーズ）、成田尚哉（ニュー・センチュリー・プロデューサーズ）、河瀬光
- 原作：楠みちはる（「ヤングマガジン」連載 講談社刊）
- 脚本：西岡琢也
- 撮影：森勝
- 照明：山口利雄
- 録音：宗方弘好
- 美術：原田恭明
- 編集：西東清明
- 助監督：萩庭貞明
- 進行主任：南条記良
- 記録：松澤一美
- 撮影効果：落合保雄（NK特機）
- 音響効果：原尚
- シャコタン車コーディネーター：伊東洋介
- カースタント：武士レーシング・チーム
- シャコタン車製作：カープロ福田
- 現像：東映化学
- 音楽プロデューサー：天翔陽子
- 音楽：芳野藤丸
- 主題歌：CASSYS「シャコタン・ブギ」（作詞：安藤芳彦 作曲：飯田淳人 編曲：川崎真弘 キングレコード[6]）
- 企画協力：ニュー・センチュリー・プロデューサーズ

### 製作
1987年春の"ツッパリ三連打"『スケバン刑事』『ビー・バップ・ハイスクール 高校与太郎行進曲』『湘南爆走族』に続くヤング路線として、併映『名門!多古西応援団』と同時に製作が発表された。

#### 撮影・ロケ地
1987年5月7日クランクイン、6月7日クランクアップ。原作の舞台は高知だが、大半は福井県で撮影されている。エンドクレジットの撮影協力として、敦賀観光ホテル、三方五湖レインボーライン、河野海岸有料道路が表記される。他に敦賀駅、福井駅西口、千葉県立富津公園など。ファーストシーン他、劇中何度も登場するボウリング場は、エンドクレジットで表記される栃木県足利スターレーンと埼玉県所沢スターレーンを併用して撮影したものと見られる。1時間前後に4～5分、実際に違法改造した暴走族の車両が100台くらいで公道を走るシーンがある。箱乗りをして、車の窓から上半身を乗り出すため、顔もはっきり映るシーンもあり、敦賀駅のロータリーなども映り、反対車線を逆走する。エンドクレジットで「シャコタン車出演」として「鹿島&神栖レーシングチーム」「成田レーシングチーム」「野田スペクター」「S.R.C」「富津ロードスター」「平川レーシングチーム」「グループ・レッド・ゾーン」「君津レーシングチーム」「富士南走友会」と表記され、グループメンバーの実名も表記されるため、実際の暴走族を福井の撮影現場に参加させたものと見られる。東映は1975年の岩城滉一主演『爆発! 暴走族』（石井輝男監督）に、全国の暴走族に応援出演を呼びかけ、同様に本物の現役暴走族を大量に画面に出演させたことがある。

### 作品の評価

#### 東映幹部による評価
1987年9月14日に東映本社で行われた『映画時報』の東映幹部による座談会で、鈴木常承東映常務取締役営業部長は、一連のヤング番組を総括して「ヤング番組だからくるというものでもございません。ウチの結果的に当たったのは『スケバン刑事』と『ビー・バップ・ハイスクール 高校与太郎行進曲』だけで後のヤング映画は失敗でした。岡田茂社長も『ヤングの層が一番ビデオに影響されるから、かなり力のある作品が出ていかないと、てきめんに響くな』とおっしゃっていました。フジテレビが今夏は『夢工場』をやって、570万人集めたそうです。570万人ということは約60億円。映画の特大ヒットの2本分がそちらのイベントの方に行っちゃったわけですから、この影響もかなりあると思います。東京ディズニーランドも『夢工場』の影響でこの夏は20％ぐらい減らしたそうですし、ウチの映画村も若干影響を受けました。今年は年始めからナイスショットが続いていたんですが、5月のゴールデンウイークがヤング番組『湘南爆走族』/『本場ぢょしこうマニュアル 初恋微熱篇』で失敗し、その後に『戦争と平和』（実録ヤクザ映画大作を予定していた）が予定通りあったらかなり上がったと思うんですが、それでも『吉原炎上』でかなり取り返したんです。でも『シャコタン・ブギ』と『名門!多古西応援団』でまたすべって、折角取り返した分をそこですっちゃいました」などと、宣伝を担当した小野田啓東映宣伝部長は「途中からどうも反応がなさすぎるという感じが出て来ていたんです。ただ原作が非常に売れているので、当初はいけるんではなかろうかと思ったんですが、映画になるのとマンガで見るのとちょっと違う部分があるんですね。『ビー・バップ・ハイスクール』などは原作も売れ、映画にしてもいい題材だったんでしょうね。非常に分かりいい、落ちこぼれの根性もので、映画になりいい題材ですが、『シャコタン・ブギ』のようなものはマンガでは現実を超えて魅力的に描けるが、映画ではそうはいかない。それとシャコタンというのは改良した違反車ですから、私有地の広場のようなところだけしか乗れないわけです。『トラック野郎』のときも警察にうんぬん言われたんですが、あれが出来た当時は違反車じゃなくてキャンペーンも陸運局から許可が取れて全国に渡ってやれたんです。シャコタンは最初から取締られている車ですから、車を使っての宣伝がやりにくく、当初計画した宣伝が出来ませんでした」などと、高岩淡東映専務は「基本的にマンガを映画にするのはシンドイことなんです。原作のマンガと映画は質的に違いますから『ビー・バップ・ハイスクール』はたまたま上手く合ったわけです。みんなマンガの英雄を見てるわけで、ライブにしたらどうしても人間臭くなってつまらんわけ。映画というのはそんなに甘いものじゃないですね。『ビー・バップ・ハイスクール』の大ヒットは例外ですよ。たまたま運が良かっただけで、周りにああいう作品がなかったから、タイミングが良かったんじゃないんですか。あのテの映画だと日活の『嗚呼!!花の応援団』以来10何年ぶりでしょう」などと解説している。

### ネット配信
- 東映シアターオンライン（YouTube）：2023年8月25日21:00（JST） - 同年9月8日20:59（JST）

## OVA
ポニーキャニオン、スタジオぴえろにより制作されたOVA作品。全4巻のシリーズとして1991年8月から1992年7月にかけて発売された。
1. シャコタン★ブギ あの娘とスキャンダル：1991年2月6日発売[15]
2. シャコタン★ブギ2 駒崎クンからの手紙：1991年8月21日発売[15]
3. シャコタン★ブギ3 参上!セブンのマユミ：1992年1月21日発売[15]
4. シャコタン★ブギ4 コージ・マイ・ラブ：1992年7月17日発売[15]

### キャスト（OVA）
- ハジメ （声：島田敏）
- コージ （声：飛田展男）
- ユミ （声：大谷育江）
- マリコ （声：西原久美子）
- ジュン （声：菅原正志）
- サセコ （声：渡辺菜生子）
- アキラ （声：山口健）
- コマちゃん （声：松尾銀三）※第2巻から
- カオリ （声：勝生真沙子）

### スタッフ（OVA）
- 製作：ポニーキャニオン
- アニメーション製作：スタジオぴえろ
- 脚本：大橋志吉
- 音楽：朝倉紀幸
- 監督：佐藤博暉
- 主題歌：西田ひかる「手のひらの私」第1巻 / 朝倉紀幸「Visions Of You～夏のかけら～」第2～4巻